# زيزفورة
الزيزفورة (الاسم العلمي: Ziziphora) هي جنس من النباتات يتبع الفصيلة الشفوية من رتبة الشفويات.

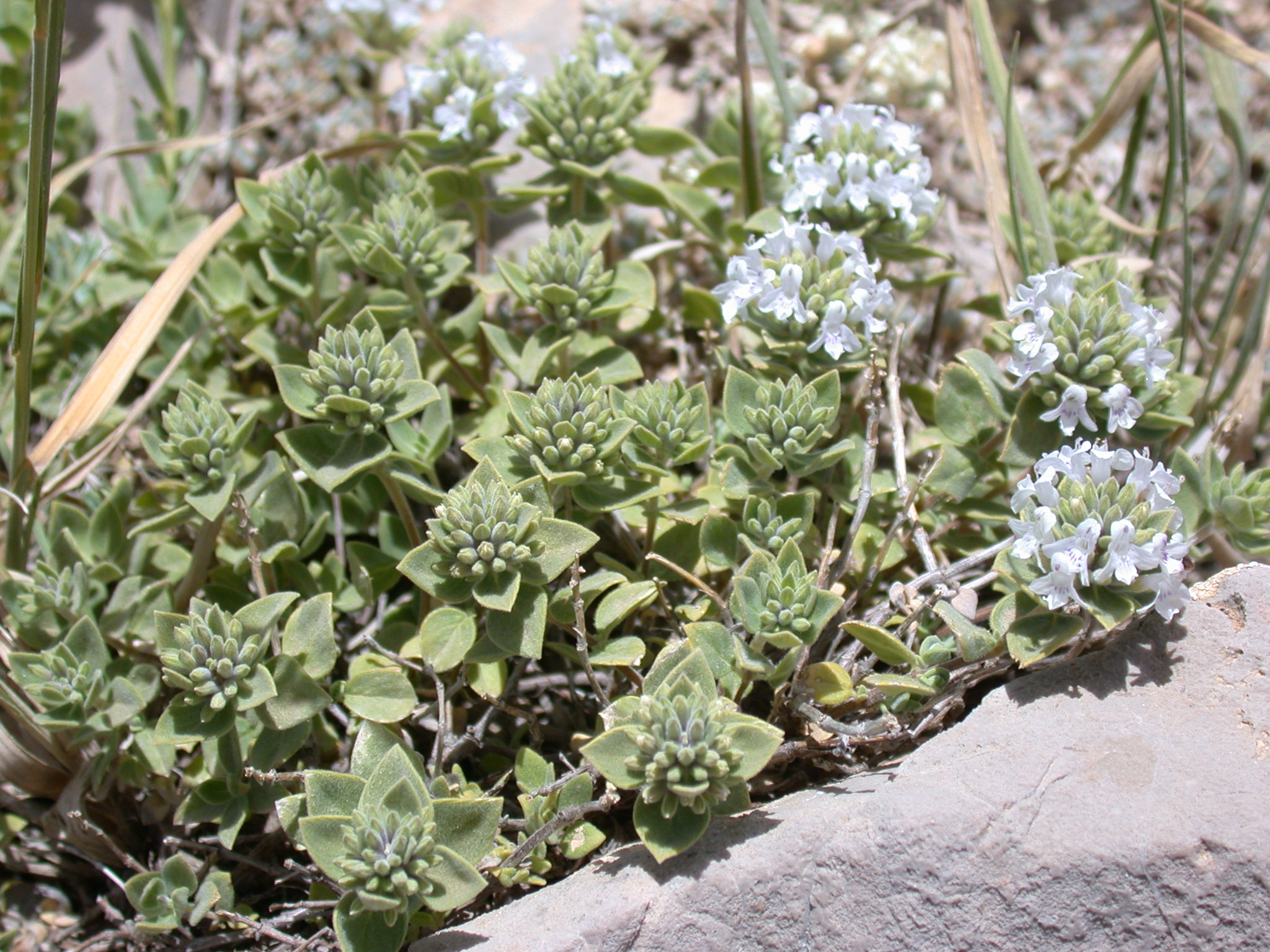
زيزفورة رمادية
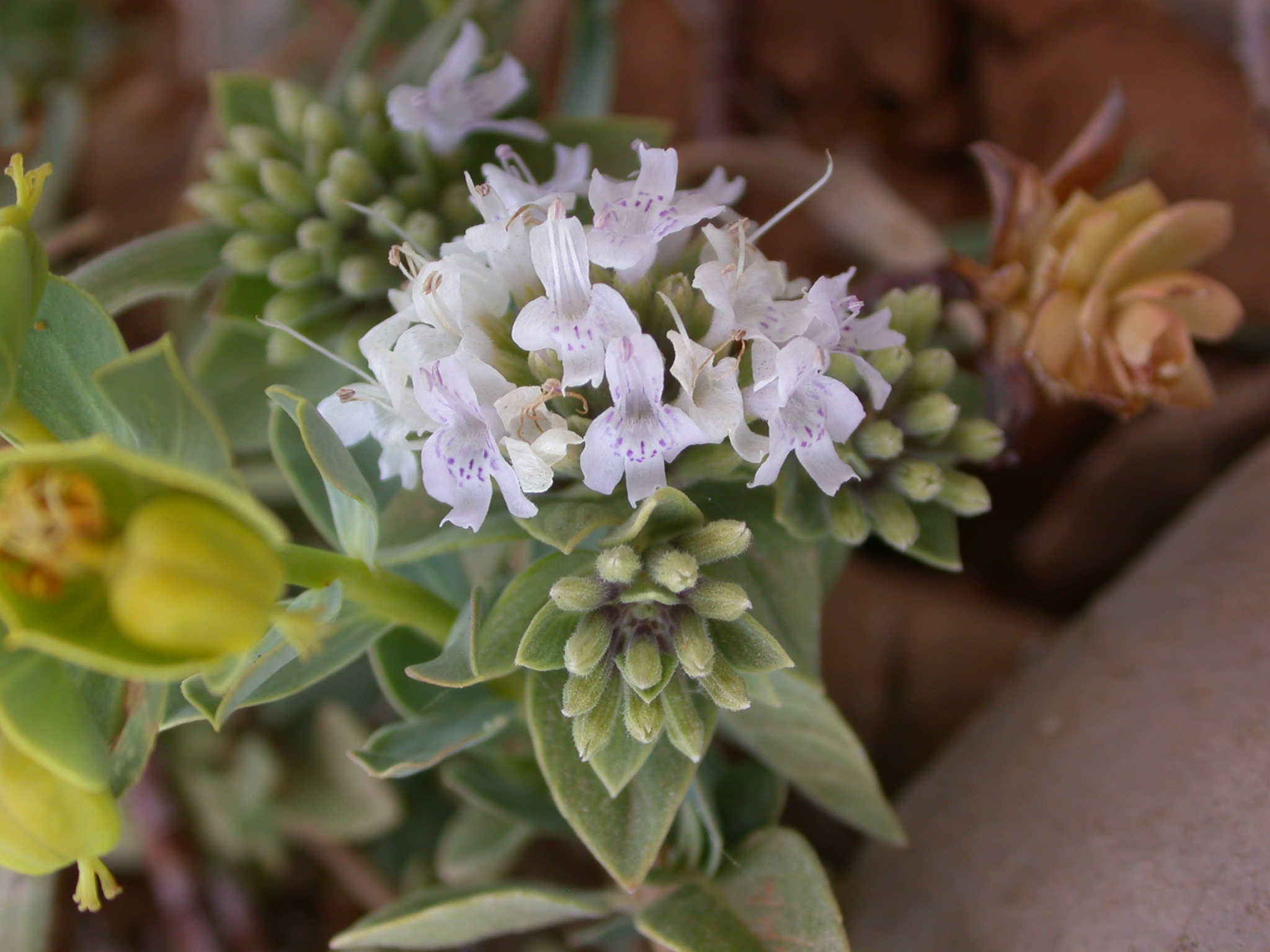
زيزفورة رمادية
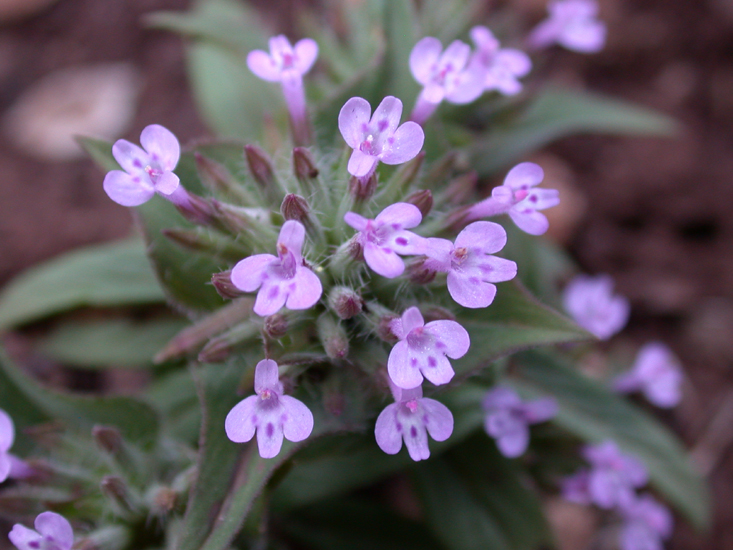
زيزفورة رؤيسية
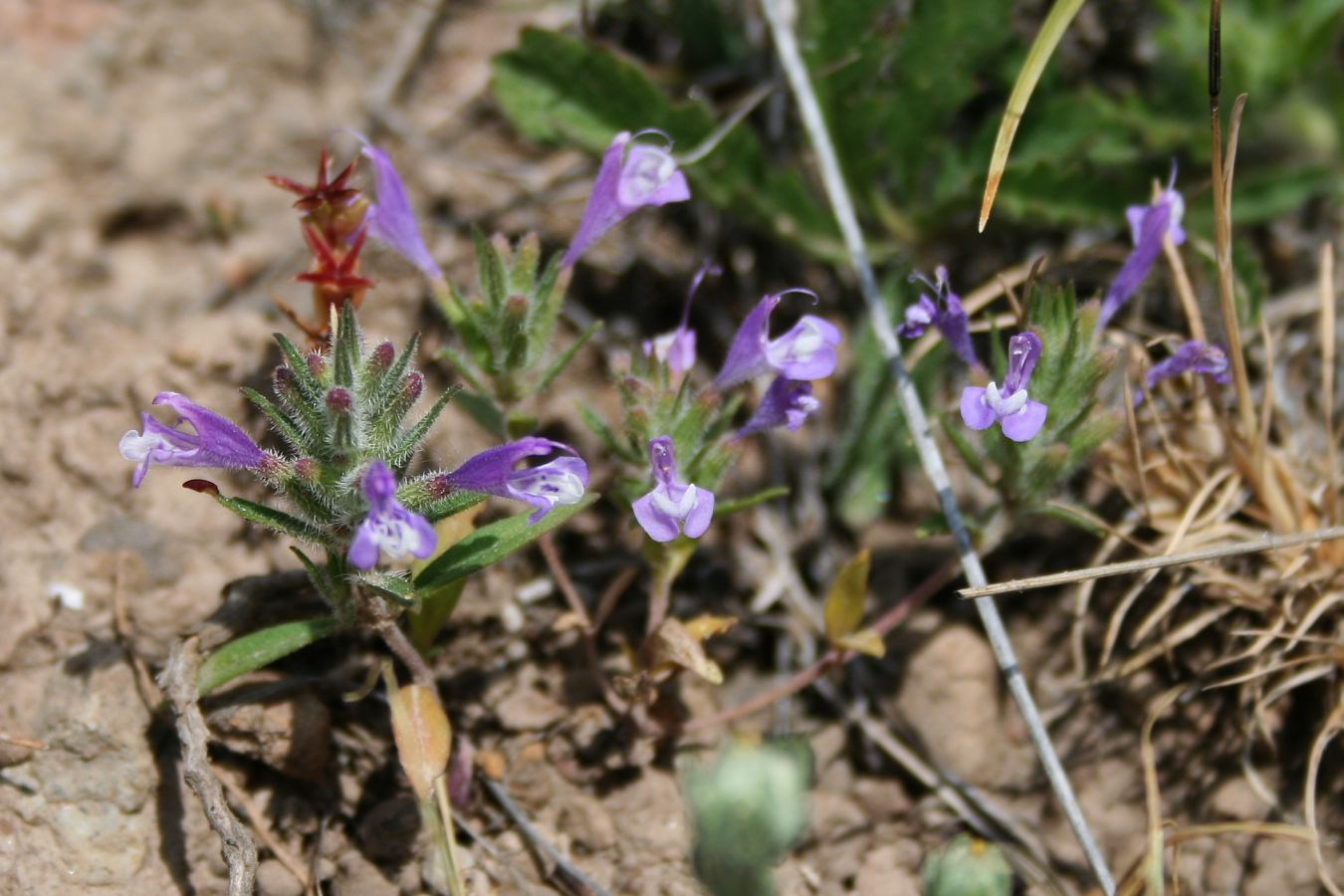
زيزفورة طوروسية